# Соммерс, Джоани
Джоани Сомерс (англ. Joanie Sommers, урождённая Джоан Дрост, род. 24 февраля 1941, Буффало, Нью-Йорк) — американская певица и актриса. Исполняла джаз, классические и популярные произведения. Известна как «Голос шестидесятых», её популярность связана с её величайшим, но самым нехарактерным хитом «Johnny Get Angry».

## Карьера
Родилась в Буффало, штат Нью-Йорк, США. Соммерс начала петь в церкви, чтобы справиться с «тяжёлым детством». В 1951 году, в возрасте 10 лет, она появилась в телевизионной программе Буффало, с песней «Your Cheating Heart» Хэнка Уильямса, выиграв конкурс талантов среди любителей. Всю свою юность она жила с отцом и двумя братьями в Норт-Тонаванде, посещала там школу до 14 лет.
В 1955 году её семья переехала в Венис, штат Калифорния, где она получила награду как вокалистка со своим школьным оркестром в «Venice High», а также в колледже города Санта-Моника.
К ней пришёл успех, когда друг отвёл её в Deauville Country Club (ныне Braemar Country Club) в Санта-Монике, где она пела с группой Томми Оливера. Он организовал демозапись и представил её Warner Brothers, после чего Соммерс подписала контракт с лейблом.
Warner сначала использовала её вокальные данные в песне «Am I Blue» на специальной пластинке 1959 года «Behind Closed Doors at a Recording Session» и на одной стороне сингла «Kookie’s Love Song» с Эддом Бирнсом. Сотрудничество с Бирнсом принесла ей небольшую роль в детективном телесериале «Сансет-Стрип, 77», в котором Бирнс сыграл роль Джеральда Ллойда Куки Куксона III. Кроме того, она пела в песнях Бирнса «I Don’t Dig You» и «Hot Rod Rock», которые появились в одном из его альбомов.
Одновременно Оливер поддерживал Соммерс, пригласив её на выступления с оркестром в калифорнийских залах Hollywood Palladium і The Chalet at Lake Arrowhead.
Её дебютный сингл 1960 року «One Boy» (из мюзикла «Прощай, Берди») три месяца находился в чартах, достиг 54 позиции в «Billboard» Top 100. Композиции «One Boy» и «I’ll Never Be Free» стали победителями «Billboard» Spotlight. Она выступила в Left Bank Club в Нью-Йорке, Crescendo в Голливуде, Freddie’s в Миннеаполисе и The Cloister в Чикаго, а также выступала на «Шоу Джека Пара» и специальном выпуске Бобби Дарина.
В начале 1960 года Warner выпустил первый альбом Соммерс «Positively the Most» без популярного сингла «One Boy». Позже в том же году Warner выпустил сингл «Ruby-Duby-Du» с вокальной версией инструментальной партии Tobin Mathews & Co. из фильма «Ключевой свидетель». Запись не попала в чарты.
В 1962 году сингл Соммерс «Johnny Get Angry», выпущенный Warner Bros. достиг 7 места в Billboard Hot 100. От вершины чарта его отделяли такие хиты: «Roses Are Red (My Love)» Бобби Винтона, «I Can’t Stop Loving You» Рэя Чарльза и «Sealed With A Kiss» Брайана Гайленда. В том же году песня Соммерс «When the Boys Get Together» заняла 94 место в чартах.
В интервью 2001 року Соммерс прокомментировала упадок своего величайшего хита: «Двадцать альбомов с одними из самых выдающихся имён джаза, но я навсегда связана с „Johnny Get Angry“».
Её композиция 1965 года в жанре северный соул «Don’t Pity Me» стала хитом в Великобритании, часто попадая в топсписки. Пластинка со скоростью 45 оборотов в минуту регулярно переходит к коллекционерам по цене свыше 500 долл. США за копию.
В течение 1960-х Соммерс появлялась на телевидении как певица и участница игровых шоу, среди них «Everybody’s Talking», «Hollywood Squares», «You Don’t Say» и «Match Game», а также как актриса в телепроектах «Where the Action Is» Дика Кларка, «Hullabaloo» и других.
22 января 1963 года она появилась в «Программе Джека Бенни», где спела «I’ll Never Stop Loving You»; другим гостем был актёр Питер Лорре.
Среди её актёрских работ — «Everything’s Ducky» (1961) с Микки Руни и «Быстромобиль» Джека Арнольда (1964), в котором она пела «If You Love Him». В последнем эпизоде «Дикого Дикого Западу» под названием «Ночь магнатов» (11 апреля 1969 року) она спела «Dreams, Dreams of a Lady’s Love».
Соммерс исполнила джингли «Now It’s Pepsi, For Those Who Think Young» (на мелодию «Makin’ Whoopee») и «Come Alive! You’re in the Pepsi Generation» для радио и телевидения. Её стали называть «Девушкой Пепси». Много лет спустя она спела джингл «Now You See It, Now You Don’t» для рекламы Diet Pepsi.
Соммерс озвучила ряд анимационных персонажей, в том числе в «В мятном Чу-Чу», который отложили, хотя и выпустили музыку; в «Мыши на „Мейфлауэре“», производства Rankin/Bass, озвучила Присциллу Маллинс (1968); в «До нашей эры: Первый день благодарения» (1973) озвучила Толстяка и Милу Курочку.
В начале 1970-х Соммерс ушла из шоу-бизнеса, чтобы сосредоточиться на семейной жизни. В 1980-х она снова начала появляться на публике, в том числе дважды в сатирической программе на радиостанции Санта-Моники KCRW.
В 2001 году Соммерс спела две песни в альбоме Эйба Моста, «I Love You Much Too Much». Она исполнили заглавный трек и «Bei Mir Bist du Schoen».
В 2004 году альбом «Johnny Got Angry», выпущенный только для Японии, состоял из всех оригинальных мелодий, написанных другом Соммерс и актёром озвучивания Уиллом Райаном.

## Личная жизнь
Соммерс была замужем за театральным агентом Джерри Штайнером с 1961 года и до его внезапной смерти в 1972 году. У пары родилось трое детей — Кэролин, Нэнси и Джейсон.

## Дискография

### Синглы
| Дата выпуска | Название Обе стороны альбома, за исключением, если указано другое                              | Лейбл                               | Позиция в чартах    | Позиция в чартах | Альбом           |
| Дата выпуска | Название Обе стороны альбома, за исключением, если указано другое                              | Лейбл                               | USBillboard Hot 100 | US Billboard AC  | Альбом           |
| ------------ | ---------------------------------------------------------------------------------------------- | ----------------------------------- | ------------------- | ---------------- | ---------------- |
| 1959         | «Kookie’s Love Song» With Edd Byrnes & The Mary Kaye Trio b/w Sing-along version by Edd Byrnes | Warner Bros. 5114                   | —                   | —                | -                |
| 1960         | «One Boy» b/w «I’ll Never Be Free» (Non-album track)                                           | Warner Bros. 5157                   | 54                  | —                | Johnny Get Angry |
| 1960         | «Be My Love» b/w «Why Don’t You Do Right (Get Me Some Money Too)»                              | Warner Bros. 5177                   | —                   | —                | -                |
| 1960         | «Ruby-Duby-Du» b/w «Bob White (Whatcha Gonna Swing Tonight?)»                                  | Warner Bros. 5183                   | —                   | —                | -                |
| 1961         | «I Don’t Want To Walk Without You» b/w «Seems Like Long, Long Ago»                             | Warner Bros. 5201                   | —                   | —                | Johnny Get Angry |
| 1961         | «The Piano Boy» b/w «Serenade Of The Bells» (Non-album track)                                  | Warner Bros. 5226                   | —                   | —                | Johnny Get Angry |
| 1961         | «Makin' Whoopee» b/w «What’s Wrong With Me»                                                    | Warner Bros. 5241                   | —                   | —                | -                |
| 1962         | «Johnny Get Angry» b/w «Theme from A Summer Place»                                             | Warner Bros. 5275                   | 7                   | —                | Johnny Get Angry |
| 1962         | «When The Boys Get Together» b/w «Passing Strangers»                                           | Warner Bros. 5308                   | 94                  | —                | -                |
| 1962         | «Goodbye Joey» b/w «Bobby’s Hobbies»                                                           | Warner Bros. 5324                   | —                   | —                | -                |
| 1963         | «Since Randy Moved Away» b/w «Memories, Memories» (Non-album track)                            | Warner Bros. 5339                   | —                   | —                | Johnny Get Angry |
| 1963         | «A Little Bit Of Everything» b/w «Henny Penny»                                                 | Warner Bros. 5350                   | —                   | —                | -                |
| 1963         | «One Boy» b/w «June Is Bustin' Out All Over»                                                   | Warner Bros. 5361                   | —                   | —                | Johnny Get Angry |
| 1963         | «Little Girl Bad» b/w «Wishing Well»                                                           | Warner Bros. 5374                   | 132                 | —                | -                |
| 1963         | «Big Man» b/w «Goodbye Summer»                                                                 | Warner Bros. 5390                   | —                   | —                | -                |
| 1964         | «I’d Be So Good For You» b/w «I’m Gonna Know He’s Mine»                                        | Warner Bros. 5437                   | —                   | —                | -                |
| 1964         | «If You Love Him» b/w «I Think I’m Gonna Cry Now»                                              | Warner Bros. 5454                   | —                   | —                | -                |
| 1965         | «Don’t Pity Me» b/w «My Block»                                                                 | Warner Bros. 5629                   | —                   | —                | -                |
| 1966         | «Never Throw Your Dreams Away» b/w «You’ve Got Possibilities»                                  | Columbia 43567                      | —                   | —                | -                |
| 1966         | «Alfie» b/w «You Take What Comes Along» (from Come Alive!)                                     | Columbia 43731                      | —                   | 9                | -                |
| 1966         | «It Doesn’t Matter Anymore» b/w «Take A Broken Heart»                                          | Columbia 43950                      | —                   | —                | -                |
| 1967         | «Trains and Boats and Planes» b/w «Yesterday’s Morning»                                        | Capitol 5936                        | —                   | —                | -                |
| 1968         | «Talk Until Daylight» b/w «The Great Divide»                                                   | Warner Bros. 7251                   | —                   | 29               | -                |
| 1969         | «Little Girl From Greenwood, Georgia» b/w «Step Inside Love»                                   | Happy Tiger 522                     | —                   | —                | -                |
| 1970         | «The Sunshine After The Rain» b/w «Tell Him»                                                   | Happy Tiger 537                     | —                   | —                | -                |
| 1978         | «The Peppermint Choo Choo» b/w «The Peppermint Engineer»                                       | Peppermint Choo Choo 302> ABC 12323 | —                   | —                | -                |

### Альбомы
- 1960: Positively the Most! Warner Bros. W1346
- 1961: The «Voice» of the 60’s Warner Bros. W1412
- 1962: Look Out! It’s Joanie Sommers (with Bobby Troup and Shelly Manne)
- 1962: For Those Who Think Young Warner Bros. W1436
- 1962: Johnny Get Angry Warner Bros. W1470
- 1962: Let’s Talk About Love Warner Bros W1474
- 1963: Sommers' Seasons Warner Bros. WS1504
- 1964: Softly, the Brazilian Sound Warner Bros. WS1575
- 1965: Come Alive! Columbia CS 9295
- 1966: On the Flip Side — Original Cast Album (w/ Rick Nelson, cuts 2, 4 and 8) Decca 4824
- 1982: Dream Discovery Records DS-887
- 1988: Tangerine HiBrite PCB-203
- 1992: A Fine Romance HiBrite HTCP-10
- 1995: Hits and Rareties Marginal MAR-001
- 2000: Here, There and Everywhere! Absord ABCJ 313
- 2000: Johnny Got Angry Absord ABCJ 314
- 2001: I Love You Much Too Much Camard (not numbered)
- 2005: Sings Bossa Nova Absord ABCJ 339
- 2011: Complete Warner Bros. Singles Real Gone Music
- 2013: Come Alive The Complete Columbia Recordings Real Gone Music